# Motorradbestattung

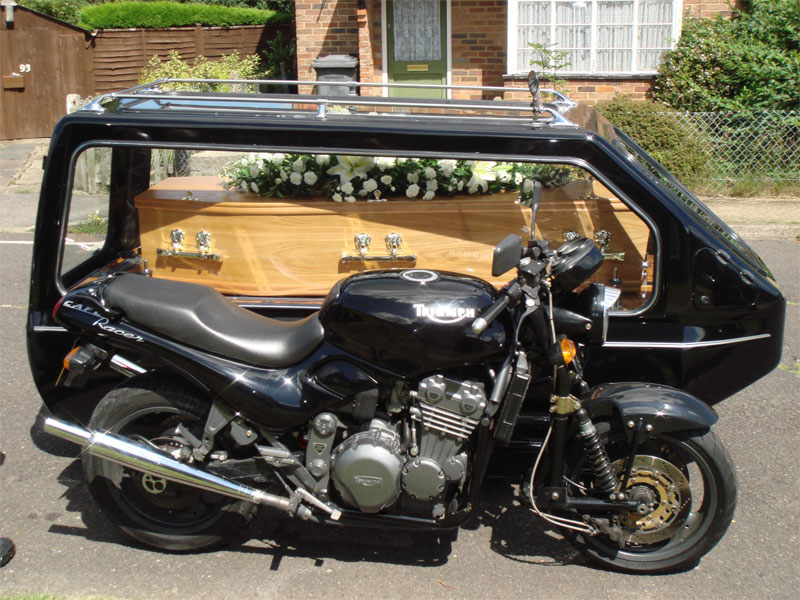
Motorradgespann mit Bestattungsbeiwagen von J.Gorringe & Son

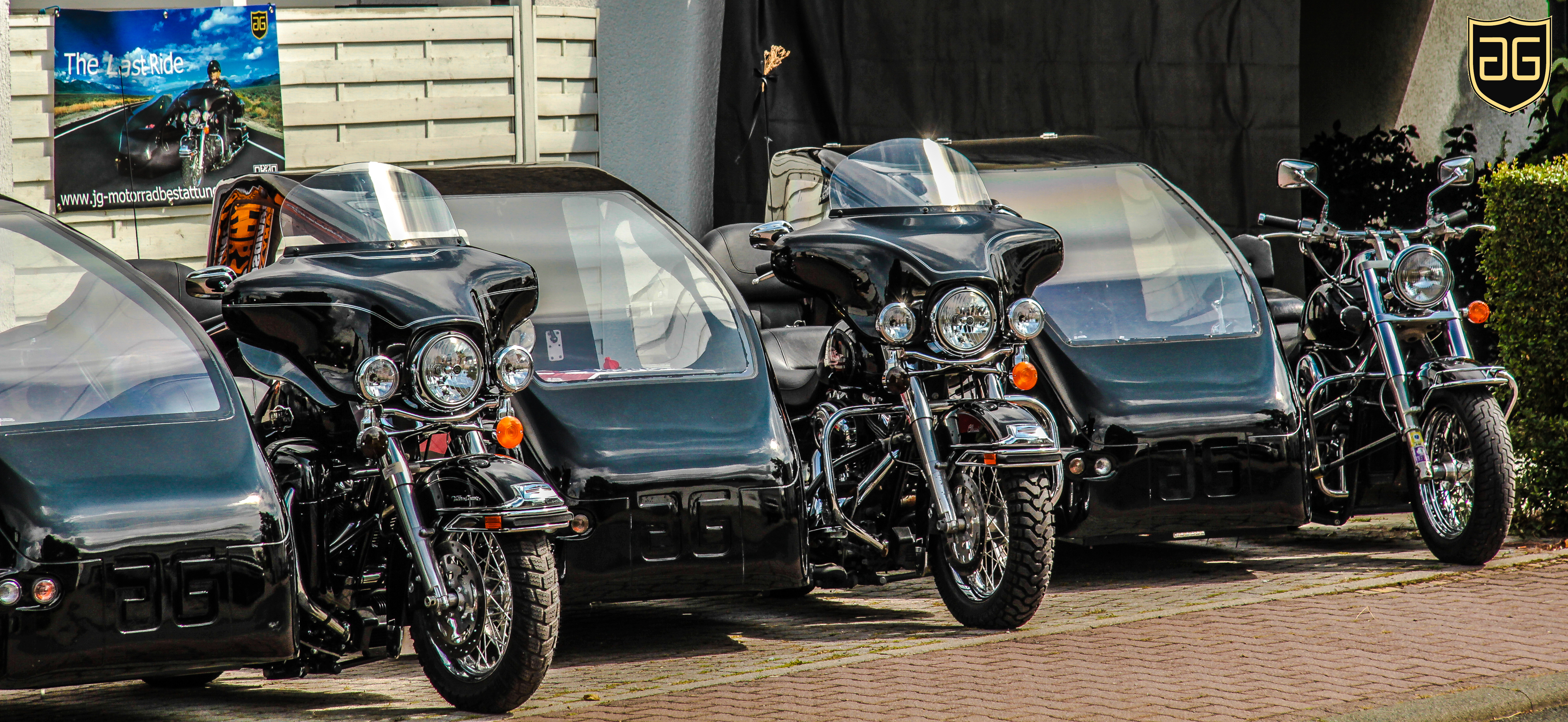
Motorradgespanne mit Bestattungsbeiwagen von JG

Als Motorradbestattung bezeichnet man den Transport von Särgen mit einem Motorradgespann bei der Bestattung. Der Beiwagen ist dazu von der Größe und der Zuladung für das Mehrgewicht ausgelegt.
Motorradbestattungen in dieser Form sind seit den 2000er Jahren in den Vereinigten Staaten und seit 2002 in Großbritannien für verstorbene Motorradfahrer möglich.
Seit 2011 wird die Motorradbestattung auch in Deutschland angeboten. Als Antrieb des Gespanns können unter anderem handelsübliche Kawasaki- oder Harley-Davidson-Motorräder fungieren.
| Technische Daten eines Bestattungsbeiwagens |             |
| Länge                                       | 2600 mm     |
| Breite                                      | 1320 mm     |
| Reifen                                      | 145/70 × 13 |
| Federweg                                    | 60 mm       |